# Project 1950
Project 1950 è il quarto album della nuova incarnazione del gruppo horror punk The Misfits, pubblicato nel 2003 da Rykodisc. Si tratta di un album di cover di canzoni rock & roll anni cinquanta. L'album segna l'esordio del bassista Jerry Only come prima voce. Ad eccezione di Only, nessun membro del gruppo dell'album precedente è tornato per Project 1950.

## Tracce
1. This Magic Moment - 2:35 (Pomus/Shuman)
2. Dream Lover - 2:27 (Darin)
3. Diana - 2:09 (Anka)
4. Donna - 2:33 (Valens)
5. Great Balls of Fire - 1:50 (Blackwell/Hammer)
6. Latest Flame - 2:16 (Pomus/Shuman)
7. Monster Mash - 2:37 (Capizzi/Pickett)
8. Only Make Believe - 2:15 (Nance/Twitty)
9. Runaway - 2:24 (Crook/Shannon)
10. You Belong to Me - 3:10 (King/Price/Stewart)

## Bonus DVD
1. This Magic Moment
2. Dream Lover
3. Diana
4. Donna
5. Runaway

- Le tracce 1-4 sono registrate dal vivo al Phillips US Open Snowboarding Championships
- La traccia 5 è registrata live al The World di New York

## Materiale Bonus[1]
- Day the Earth Caught Fire: Live in NYC- Misfits with Balzac
- The Haunting/Don't Open 'Till Doomsday: Live in Japan- Balzac with Misfits
- Day the Earth Caught Fire: Live in Japan- Balzac with Misfits
- The Haunting/Don't Open 'Till Doomsday- Balzac
- Out of the Blue- Balzac

## Formazione
- Jerry Only - basso, voce
- Marky Ramone - batteria, percussioni
- Dez Cadena - chitarra
- John Cafiero - voce secondaria in Dream Lover, Monster Mash e Runaway
- Ronnie Spector - voce secondaria in This Magic Moment e You Belong to Me
- Jimmy Destri - tastiere in Runaway e Great Balls of Fire
- Ed Manion - sassofono in Diana e Runaway